# Английский спрингер-спаниель
Английский спрингер-спаниель (англ. english springer spaniel) — порода собак по 8-й группе МКФ.

## Происхождение
Весьма длительный промежуток времени спаниели считались единой породой собак, не имеющей подклассов, собственно разделение произошло не так давно, но зато появилось много всевозможных разновидностей этих собак. Так, например, в XIX веке было выяснено, что порода собак, известная как английский спрингер-спаниель, является одной из древнейших. Начало эта порода берёт от норфолков, которые во многом были похожи на современных спрингер-спаниелей, однако имелись и весьма существенные отличия, такие как, к примеру, они сильно отличались по своим размерам.

## Особенности
В процессе работы с породой, когда спаниели начали различаться по весу, спрингер-спаниель представлял более тяжёлый тип, весом свыше 26 фунтов. Уже само его название подсказывает, что он пугает и поднимает дичь. Он обладает теми же охотничьими качествами, что и кокер. Но более крупный рост и массивность сложения предопределяют его охотничье использование. В отличие от кокера он способен принести в зубах крупного зайца или лисицу.
Только в последние годы[когда?] появился к нему интерес у лесников, охотящихся в тех местах, где нет необходимости в стойке собаки. Спрингер-спаниель отличается от кокера как по своему более крупному росту, так и по выше поставленным и более коротким ушам, и по тому, что он никогда не бывает одноцветным. Английский спрингер-спаниель — самая старая из всех английских пород охотничьих собак. Из него были выведены все другие породы английских спортивных спаниелей, за исключением кламбер — спаниеля. Первоначально[когда?] он использовался для выслеживания и загона дичи в сети на соколиной охоте. В настоящее время[когда?] он применяется исключительно как подружейная собака для поиска дичи, розыска подранков и подноски дичи охотнику.
Рекомендован эстонской академией внутренней защиты для выполнения служебных обязанностей поиска по носу.

## Внешний вид
Общий вид. Современный спрингер-спаниель производит впечатление пропорциональной, компактной, сильной, живой и подвижной собаки. Из всех спаниелей он самый высокий и обладает сравнительно самым легким типом сложения.
- Высота в холке. Около 51 см.
- Вес 22,5 кг.
- Голова. Черепная часть головы средней длины, умеренно широкая и слегка закругленная на переходе ото лба к морде. Между глазами хорошо заметная продольная бороздка, направленная назад к затылочному бугру. Затылочный бугор не должен быть заостренным или слишком выступающим. Скулы плоские.
- Морда по длине почти равна черепной части, сравнительно широкая и глубокая, не грубая, с квадратным обрезом. Губы не должны быть чрезмерно развиты. Зубы. Симметрично расположенные с правильным, ножницеобразным прикусом.
- Глаза. Темно-коричневые, средней величины, овальной формы, без видимого третьего века. Светлые глаза являются пороком.
- Уши. Висячие, поставленные на высоте глаз, плотно прилегающие к скулам, достаточно длинные и широкие, но не чрезмерно.
- Шея. Крепкая и мускулистая, длинная, высоко поставленная, более узкая около головы и расширяющаяся к плечам, сухая.
- Туловище. Крепкое, умеренной длины. Грудь глубокая и хорошо развитая. Ребра гибкие и изогнутые. Спина прямая. Поясница крепкая, мускулистая, слегка выпуклая.
- Передние конечности. Прямые, украшенные длинными волосами (очесами) с задний стороны. Локти поставлены близко к туловищу и хорошо развиты. Пясти крепкие и пружинистые.
- Задние конечности. Бедра широкие, мускулистые и рельефно развитые. Коленные и скакательные суставы с правильными углами, параллельные друг другу. Плюсны сухие, почти отвесно поставленные. Грубые плюсны являются пороком.
- Лапы. Компактные, плотно сжатые в комок, округлой формы, с плотными подушечками пальцев.
- Хвост. Низко поставленный, покрытый густой шерстью, не должен держаться выше уровня спины.
- Шерсть. Прилегающая, прямая, не грубая, хорошо предохраняющая собаку от непогоды.
- Окрас. Любой признанный для спаниелей окрас допустим. Предпочтение отдается белым с бурыми или с черными пятнами или одному из них ещё с рыжими отметинами.
- Движения. Своеобразные: передние ноги он ставит прямо вперед, не перекрещивая как делает большинство собак. Задние ноги сильно подставляются под туловище параллельно с линией передних ног.
- Пороки. Грубая и тяжелая голова, выпуклый череп, выступающие скулы, слишком резкий переход от лба к спинке носа. Светлые глаза, отвисающие веки, прямые плечи, слишком толстая шея с отвислой кожей. Мелкая грудь, провислая спина и приподнятый круп. Слабый костяк, кривые ноги, заячья лапа.

## Характер
Английский спрингер-спаниель от природы очень добр, он редко используется в качестве охранника, так как совершенно не склонен к агрессивности, зато как нянька для детей он идеально подходит, ведь он очень осторожен и внимателен во всем. Веселый характер и постоянно игривый настрой не позволяют такому питомцу ни секунды сидеть на месте, за ним постоянно нужно следить, не выпуская его ни на секунду из виду. У таких собак хороший нюх и как только они оказываются на улице, они мгновенно начинают обыскивать и обнюхивать территорию в поисках чего-то необычного и подозрительного. Чрезмерная любознательность позволяет им легко усваивать новые знания, полученные в результате тренировок, которые им просто необходимы для поддержания хорошей физической формы.

## Болезни
Наряду с заболеваниями, свойственными всем породам собак, среди английских спрингер-спаниелей встречается общее с человеком редкое аутосомно-рецессивное наследственное заболевание из группы лизосомных болезней накопления — фукозидоз.